# Oasi (EP)
Oasi è il quarto EP del cantautore Italiano Jovanotti, pubblicato il 7 luglio 2022 dalla Polydor Records.

## Tracce
1. Sensibile all'estate (con Sixpm) – 3:09 (testo: Lorenzo Cherubini – musica: Lorenzo Cherubini, Riccardo Onori, Christian Rigano, Davide Rossi, Andrea Ferrara)
2. E si fa bello per te (con gli Ackeejuice Rockers) – 3:29 (Lorenzo Cherubini, Claudio Pelusio, Alessandro De Pieri)
3. Oasi – 3:53 (testo: Lorenzo Cherubini – musica: Lorenzo Cherubini, Riccardo Onori)
4. In viaggio (con Afrotronix) – 3:13 (Lorenzo Cherubini, Afrotronix)
5. Yalla Yalla (con Jude & Frank) – 2:47 (Lorenzo Cherubini, Giulio Mariani, Luigi Poggiani)